# Jackson Heights (Caroline du Nord)
 (mai 2025).
Pour les articles homonymes, voir Jackson Heights.
Jackson Heights est une census-designated place située dans le comté de Lenoir, dans l’État de Caroline du Nord, aux États-Unis. Lors du recensement de 2020, elle comptait 1 071 habitants.